# SoulRa
Raíssa Souza Carvalho, mais conhecida pelo nome artístico SoulRa (Dourados, 1995), é uma rapper, compositora e designer de moda brasileira.

## Biografia
Filha de pais maranhenses que emigraram para o Mato Grosso do Sul, Raíssa Souza Carvalho nasceu em 1995 na cidade de Dourados, situada na região da Fronteira Sul do Estado. O seu engajamento artístico possui fortes influências familiares, com sua mãe que trabalha com costura e moda, enquanto seu pai, além de atuar como advogado e professor, é cantor da banda de forró Terra Seca.
Além das influências familiares, SoulRa teve seu primeiro contato com a música por meio de aulas básicas de violão que recebeu de seu tio, quando tinha sete anos de idade, porém, essa vocação musical passou a ser desenvolvida em razão de um projeto social mantido pela Casa de Cultura da Universidade Estadual do Mato Grosso do Sul (UEMS), onde, entre os 13 a 15 anos, ela pode ter a oportunidade de ter aulas de violino e canto lírico, com a professora Rita de Cássia.
Aprovada em um vestibular para estudar em uma universidade pública de seu estado, em 2018, ela concluiu a sua graduação em Direito na UEMS, instituição na qual se dedicou estudar os problemas jurídicos e sociais envolvendo o racismo estrutural e o racismo institucional, além de se aprofundar em questões de gênero e as especificidades envolvendo a condição da mulher negra.

## Carreira
A cantora e compositora SoulRa vem se destacando no cenário artístico como uma das expoentes do Rap da região Centro-Oeste do Brasil, região que reúne diversos rappers que se destacam no Distrito Federal, tais como GOG, Câmbio Negro e Flora Matos, e de Goiás, como Lethal e o extinto grupo Testemunha Ocular. SoulRa apresenta composições uma originalidade única ao reunir elementos da cultura rapper com questões raciais e de gênero que denunciam uma realidade ainda pouco exposta do Mato Grosso do Sul, realizando uma mistura entre a black music norte-americana com a arte urbana (grafite e duelos de rap) e esportes.
As referências de sua música são inspiradas no trabalho de intérpretes norte-americanas como Erykah Badu e Alicia Keys, e das brasileiras Elza Soares, Drik Barbosa e Tássia Reis e de escritores de literatura alternativa, com destaque para Carolina Maria de Jesus, Paulo Leminski e Sérgio Vaz.
Ela ficou conhecida nacionalmente em 2020, quando foi selecionada para participar da Mostra de Videoclipes do Formemus, o maior evento de formação na área musical do Brasil, que ocorreu naquele ano em Vitória (ES).
Em seguida, SoulRa se juntou com outras três MC’s do Mato Grosso do Sul (Labrysa, Subúrbia e Candelária) para comporem a faixa Cypher “Venenosas” em fevereiro de 2021, parceria realizada por iniciativa do Real Essência Hip-Hop de Campo Grande, que gerou um videoclipe produzido pela produtora independente Reff Produções.
Em 2021, ela esteve entre os dez finalistas da etapa nacional do concurso global Vans Musicians Wanted, promovido pela marca Vans, participando do concurso com outros nomes da nova geração do hip hop nacional.
Em maio de 2022, ela fez sua primeira apresentação internacional ao participar do 16º Festival América do Sul Pantanal, que ocorreu na Bolívia, onde cantou composições próprias de seu primeiro EP, lançado em 2020.

## Premiações e destaques
- Mostra de Videoclipes do Formemus: selecionada (2020).[2][1][4]
- Vans Musicians Wanted: finalista (2021).[2][1]
- Diploma Zumbi dos Palmares: área cultural (2021) - concedido pela Câmara Municipal de Dourados.[2][1]

## Singles

### Como artista principal
- "A flor da pele"
- "SoulRa"
- "Araras"

### Participações especiais
Em 2021, ela participou do projeto Força Motriz, uma coletânea de artistas mulheres e travestis da música urbana de todo o Brasil, com a faixa "A mina do som", por convite do artista e produtor musical DJ Caíque.
Durante o festival Campão Cultural, realizado em 2022 na cidade de Campo Grande, SoulRa foi escolhida para fazer o show de abertura do rapper Djonga.

## Militância social
Engajada em causas políticas e sociais, ela coloca sua música a serviço das mais diferentes lutas sociais. Durante a pandemia de Covid-19, em razão do distanciamento social, SoulRa participou de diversas lives em eventos e atividades virtuais que variavam desde a defesa dos direitos da natureza até a luta dos povos indígenas, como o festival de mobilização nacional em defesa dos povos indígenas da etnia Guarani e Kaiowá da cidade de Dourados, o MBA’E PORÃ.